# Ans Wortel
Ans (Anna Maria) Wortel (Alkmaar (Pays-Bas), le 18 octobre 1929 - Hilvarenbeek (Pays-Bas), 4 décembre 1996) est une artiste peintre néerlandaise, poète et écrivaine. Elle a fait gouaches et peintures à l'huile, aquarelles, dessins, collages, lithographies, gravures, sculptures et sculptures de verre. Elle était un autodidacte et a remporté le premier prix à la biennale de Paris en 1963. Elle a été l'un des principaux artistes féminines de l'art moderne néerlandais d'après-guerre.

## Style de peinture
Le travail de Wortel est fortement autobiographique. Ses expériences en tant que fille, femme, mère et en tant qu'artiste étaient principalement la source de son inspiration. Les thèmes communs sont des émotions humaines, l'amour, les relations, les relations mère/enfant et la critique sociale.
Jusqu'à la fin des années 1950 il y avait une recherche d'un style personnel. Création partir de ce moment varie et présente des caractéristiques de différents artistes, comme Katsushika Hokusai, Willem de Kooning, Marc Chagall, Pablo Picasso, Wifredo Lam et Karel Appel. À la fin des années 1950 son style artistique se jette dans son propre style qui est le mieux décrit comme l'art figuratif abstrait. Il se compose souvent de femme, homme ou enfant figures nues, parfois reconnaissable, mais toujours déformés. Ces figures humaines sont ensemble, la recherche de l'autre, se embrasser ou se repoussent mutuellement. Les chiffres sont dans des espaces non spécifiés. La lune, le soleil et les contours de la terre reviennent souvent dans son travail. Surtout son travail est accompagné par des lignes poétiques manuscrites.

## Expositions sélectionnées
Wortel a eu de nombreuses expositions aux Pays-Bas et à l'étranger, entre autres:
- De Posthoorn 1960, La Haye, Pays-Bas[4].
- 1962 Exposition Internationale d’Aquarelle, ville à Bodensee à Friedrichshafen, Allemagne.
- 1963 Stedelijk Museum Amsterdam (musée municipal d'art moderne de la ville Amsterdam), Pays-Bas. Musée van Bommel van Dam, Venlo, Pays-Bas.
- 1964 Musée municipal, La Haye, Pays-Bas. Centre culturel, São Paulo, Brésil. Musée communal de Delft Het Prinsenhof, Delft, Pays Bas.
- 1965 Stedelijk Museum Amsterdam (musée municipal d'art moderne de la ville Amsterdam), Pays-Bas.
- 1966 Cercle d'art de Rotterdam. Exposition Plasmolen à Mook, Pays-Bas.
- 1967 Institute Smithsonian, Washington DC, États-Unis.
- 1968 Salon Européen de Femme, Nancy, France. Salon Artistes féminin, Paris, France. Stedelijk Museum Amsterdam (musée municipal d'art moderne de la ville Amsterdam), Pays-Bas. Musée van Bommel van Dam, Venlo, Pays-Bas.
- 1969 Musée de Curaçao, Willemstad, Curaçao. Stedelijk Museum Amsterdam, Pays-Bas. Musée Waterland, Purmerend, Pays-Bas. Das Märkisches Museum der Stadt Witten - Duisburger Szession, Duisbourg, Allemagne. Musée Fodor, Amsterdam, Pays-Bas.
- 1970 De Vaart, Hilversum, Pays-Bas.
- 1971 Galerie In-Art, Amsterdam, Pays-Bas. Salle de l'art Hengelo, Hengelo, Pays-Bas. Stedelijk Museum Amsterdam (musée municipal d'art moderne de la ville Amsterdam), Pays-Bas.
- 1972 Dwór Artusa (Court d’Artus), Dantzick (Gdańsk), Pologne.
- 1973 Art et Verre - Industrie du verre Van Tetterode, Amsterdam. Stedelijk Museum Amsterdam (musée municipal d'art moderne de la ville Amsterdam), Pays-Bas.
- 1974 Musée van Bommel van Dam, Venlo. De Latemse Galerie, Saint-Martens-Latem, Belgique. Musée Oud Hospitaal (Ancien Hôpital), Aalst, Belgique.
- 1975 Olympia Centre international d'art, Kingston, Jamaïque.
- 1976 Stedelijk Museum Alkmaar (musée de la ville d’Alkmaar), Pays-Bas.
- 1977 Stedelijk Museum Amsterdam (musée municipal d'art moderne de la ville Amsterdam), Pays-Bas. Exposition "Année de l'enfant" pour Unicef, Turnhout, Belgique.
- 1980 Galerie Tempel, Willemstad, Curaçao.
- 1986 Stedelijk Museum Woerden (musée communal de Woerden), Pays-Bas.
- 1988 Café In the cradle (dans le berceau), New York, États-Unis.
- 1989 Galerie De Lelie, Anvers, Belgique.
- 1994 Musée De Koperen Knop, Hardinxveld-Giessendam, Pays-Bas. Exposition Heuf, Aruba. Musée Van Reekum, Apeloorn, Pays-Bas.
- 2001 Musée jardin de sculptures Nic Jonk, Grootschermer, Pays-Bas.
- 2013 Musée Jan van der Togt, Amstelveen, Pays-Bas[5].
- 2018 Musée Kranenburgh, Bergen NH, Pays-Bas.
- 2023 Musée jardin de sculptures Nic Jonk, Grootschermer, Pays-Bas.

Il y avait aussi des expositions et des contributions de Wortel à divers événements, tels que (sélection) :
- 1969 Conception de costumes et le stade fixés pour « Laat dat » (en français "Laisse tomber"), par le Ballet Scapino dans le Théâtre de la Ville à Amsterdam, Pays-Bas[6].
- 1970 Spectacle Simca à Alkmaar, Pays-Bas.
- 1975 Année internationale de la femme, Première exposition des femmes internationale. (Wortel représenté les Pays-Bas)
- 1976 Festival d’Art Belgique / Pays-Bas.
- 1977 Institut néerlandais, 20e année, Paris, France.
- 1983 Le festival du livre nationale néerlandais, Amsterdam, Pays-Bas.
- 1991 Festival culturel à Altea, Espagne.
- 1993 Galerie TNO : Organisation néerlandaise pour la Recherche Scientifique Appliquée, Pays-Bas. (Wortel fait aussi un gros 3x8 mètres œuvre de verre pour le bâtiment de TNO).
- 1993 Journée de la femme nationale à la mairie de Loon op Zand, Pays-Bas.
- 1994 Journée de la femme nationale à l'Université de technologie de Delft, Pays-Bas.

## Littérature sélectionnée
Il y a environ 50 livres avec des contributions sur Wortel.
Elle a écrit plusieurs recueils de poésie néerlandaise dans laquelle son art visuel et sa poésie se rencontrent,.
- Livre de poésie, sans titre (1959, fait main en édition limitée)[3]
- Preken en prenten, en français : Sermons et Gravures (1969, Tor, (ISBN 9-070-05505-8))
- Voor ons de Reizende vlezen rots... , en français : Pour nous, la roche voyageant de viande... (1970, De Bezige Bij, (ISBN 9-023-45114-7))
- Voor die ziet met mijn soort ogen, door wiens ogen ik kan zien, en français : Pour ceux qui voient avec mon genre d'yeux, aux yeux de qui je peux voir (1970, fait main en édition limitée)[9]
- Wat ik vond en verloor, en français : Ce que j‘ai trouvé et perdu (1972, Tor,  (ISBN 9-070-05514-7))
- Lessen aan die ik liefheb, en français : Leçons à ceux que j'aime (1973, Tor, (ISBN 9-070-05515-5))
- Gedichten 1959-1963, en français : Poèmes 1959-1963 (1989, Ans Wortel, De Fontijn, (ISBN 9-026-10334-4))

En 1980, elle a commencé son autobiographie qui a complété en 1986 cinq volumes (en néerlandais).
- Een mens van onze soort, en français : Un de nos nature (1982, De Fontijn, (ISBN 9-026-12121-0))
- In de bloei van 't leven noemen ze dat, en français : Dans la fleur de l'âge, ils l'appellent (1983, De Fontijn, (ISBN 9-026-12139-3))
- Noem mij maar Jon, en français : Appelez-moi Jon (1983, De Fontijn, (ISBN 9-026-12157-1))
- Onderweg in Amsterdam, en français : Sur la route d'Amsterdam (1984, De Fontijn, (ISBN 9-026-10178-3))
- Nannetje..., en français : Nannetje... (1986, De Fontijn, (ISBN 9-026-10250-X))